# متحف غوغنهايم بلباو
متحف غوغنهايم بلباو (بالإسبانية: Museo Guggenheim Bilbao)‏ هو متحف للفن المعاصر صممه المهندس المعماري فرانك جيري وبنَتهُ شركة فيروفيال الإسبانية ويقع في مدينة بلباو الواقعة في إقليم الباسك في إسبانيا. بُني المتحف على ضفاف نهر نرفيون الذي يمر عبر مدينة بلباو إلى ساحل المحيط الأطلسي. غوغنهايم بلباو هو واحد من المتاحف التي تنتمي إلى مؤسسة سولومون ر. غاغينهايم. افتُتِحَ المتحف للجمهور في عام 1997، ومنذ ذلك الحين وهو يستضيف معارض دائمة وعابرة للأعمال الفنية لفنانين أسبان ودوليين، وقد اختير سنة 2007 ضمن كنوز إسبانيا الإثنى عشر، في استفتاء صوّت فيه أكثر من تسعة آلاف شخص.
كما يوجد أيضا مجموعة متاحف غوغنهايم وهي متاحف منتشرة في العالم، أنشأها ويديرها حاليا متحف سولومون غاغينهايم. تشمل هذه المتاحف:
- متحف سولومون أر غوغنهايم نيويورك في نيويورك.
- متحف بيغي غوغنهايم فينيسيا في فينيسيا.
- متحف غوغنهايم الألماني برلين في برلين.
- متحف غوغنهايم لاس فيغاس في لاس فيغاس.
- متحف غوغنهايم أبو ظبي في أبوظبي.

## المبنى

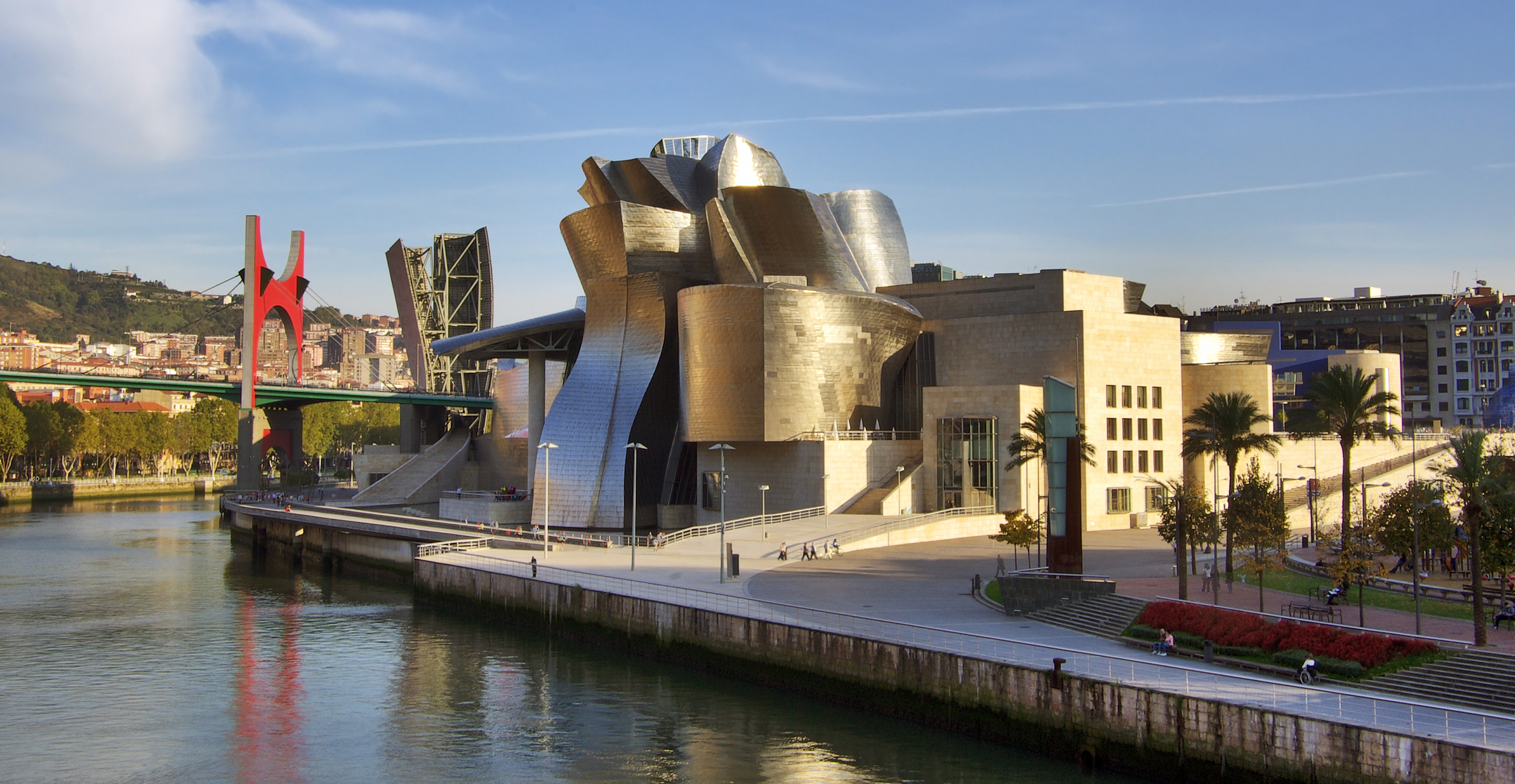
متحف غاغينهايم

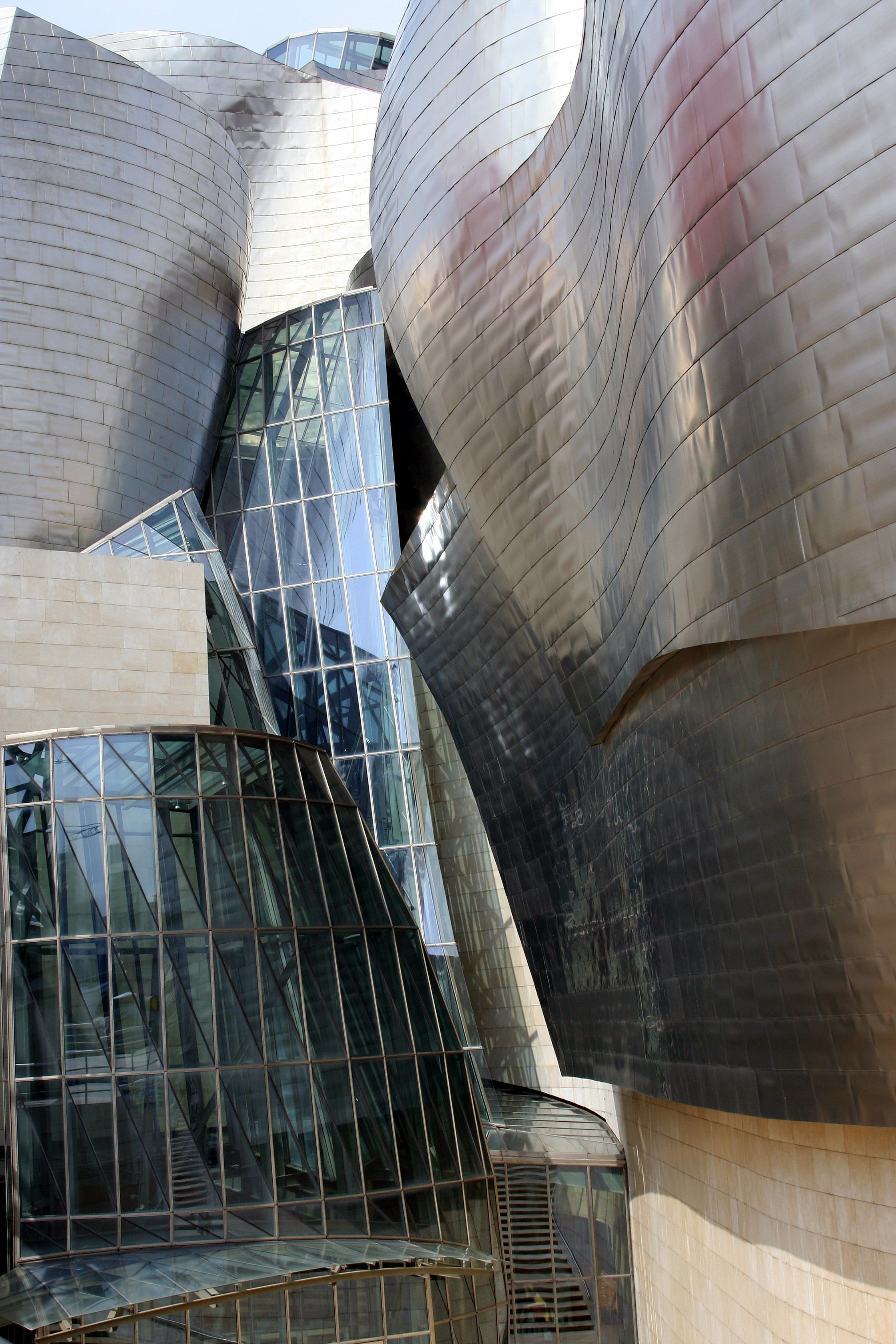
يكتسي المتحف بالزجاج، وألواح التيتانيوم والحجر الجيري

تظهر المنحنيات على المبنى بشكل عشوائي حيث قال المهندس المعماري مصمم المبنى «صُممت عشوائية المنحنيات لتعكس الضوء». عندما تم افتتاحه للجمهور عام 1997، أشاد الجماهير به على الفور وصرحوا بأنه واحد من أروع مباني العمارة التفكيكية، بالرغم من أن جيري لا يربط نفسه بتلك الحركة المعمارية. قال المهندس المعماري فيليب جونسون:«إنه أعظم بناء في عصرنا».
يعتبر تصميم المتحف وتركيبه بمثابة نموذج في أسلوب جيري وطريقته. على غرار العديد من أعمال جيري، المتحف يتكون من محيطات عضوية منحوتة جذريًا بسبب وقوعه في مدينة ساحلية، يبدو المتحف وكأنه يشبه السفينة.ألواح التيتانيوم عكس الأشعة تشبه حراشف السمك مرددة أشكال الحياة العضوية الأخرى التي تتكرر عادة في تصاميم جيري ونهر نرفيون أيضا الذي يطل عليه المتحف.

## صور للمبنى

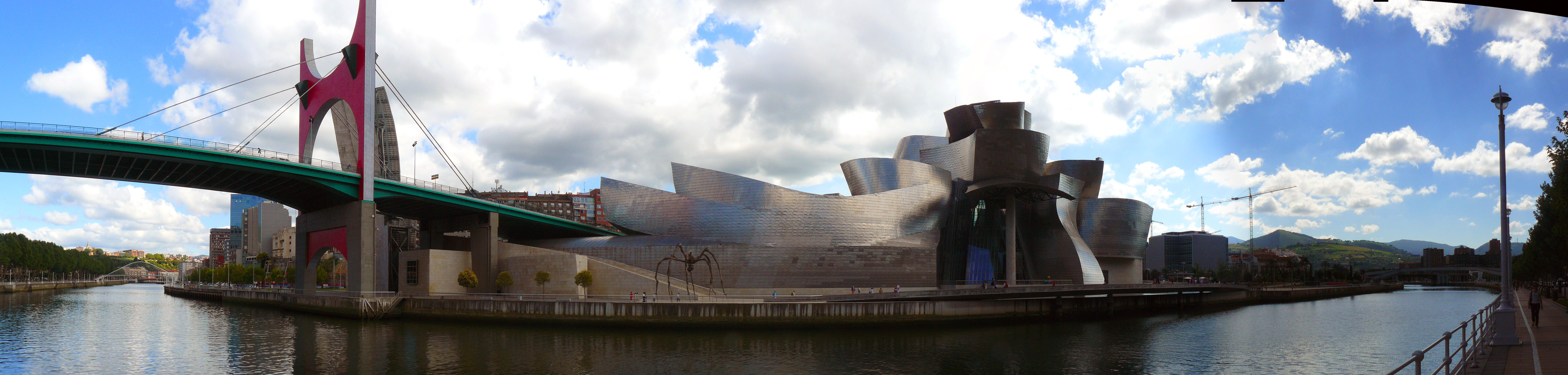
بانوراما للمتحف

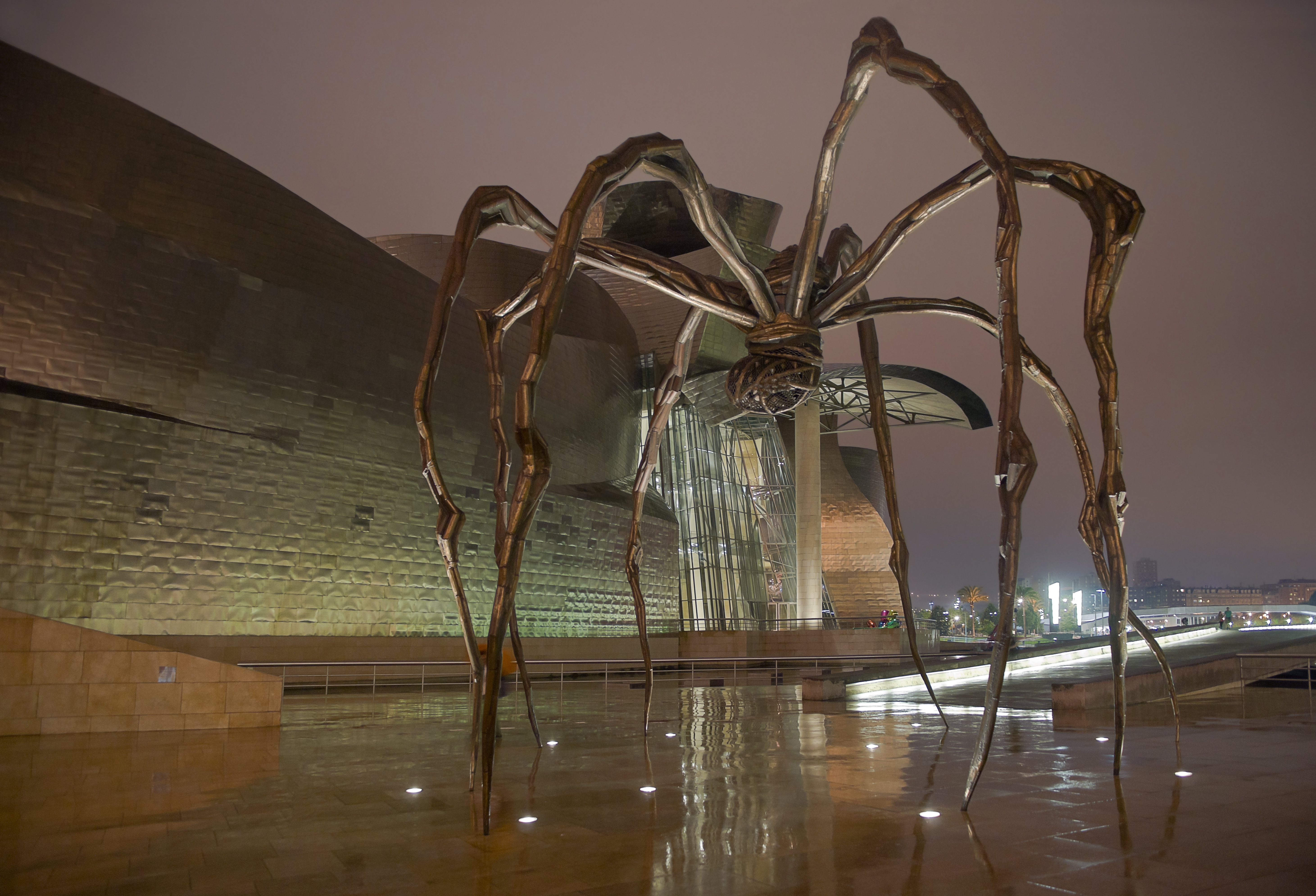
Maman, تمثال عنكبوتي من أعمال Louise Bourgeois أمام المتحف.
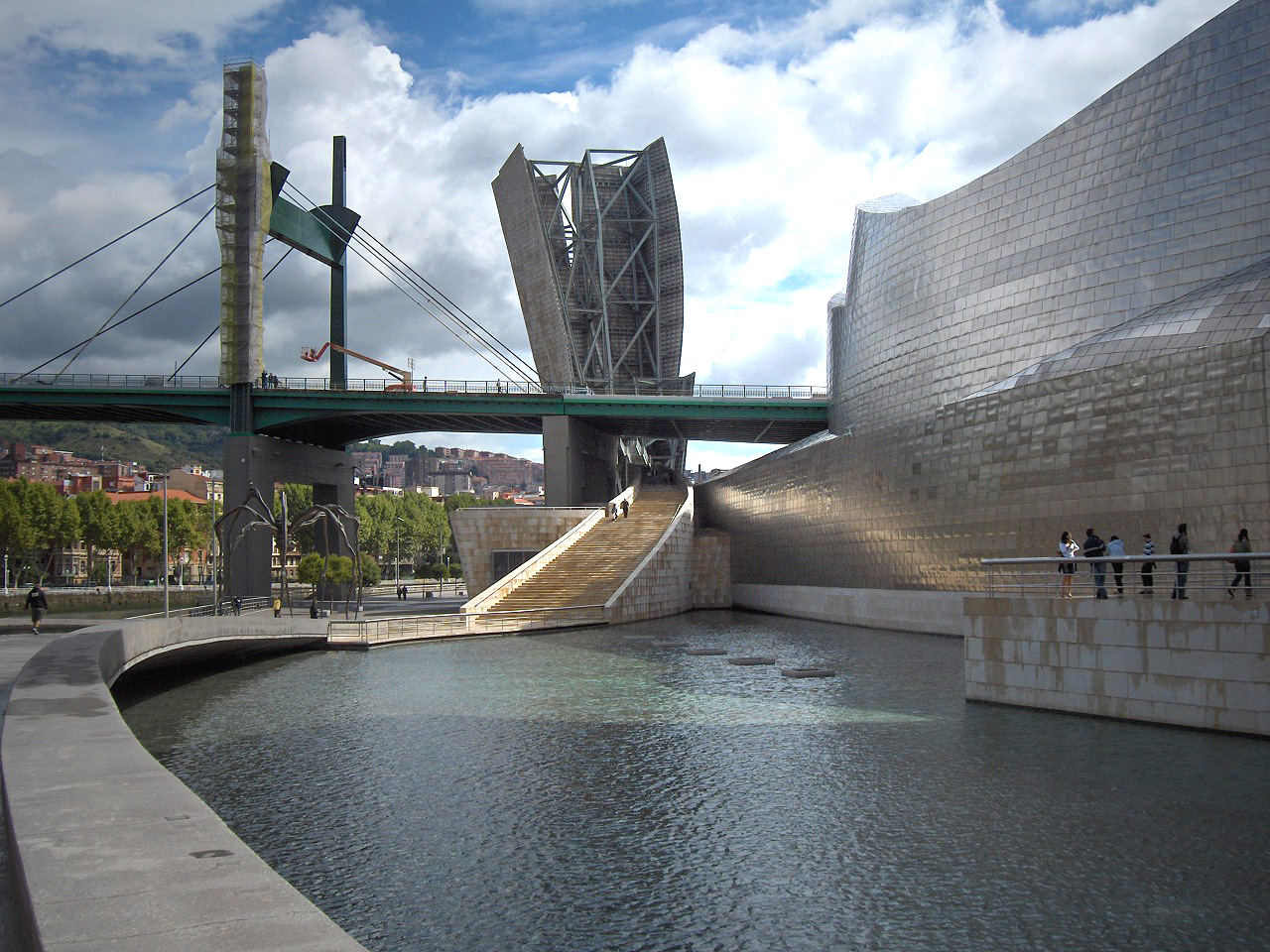
متحف غوغنهايم من الزجاج وألواح التيتانيوم والحجر الجيري
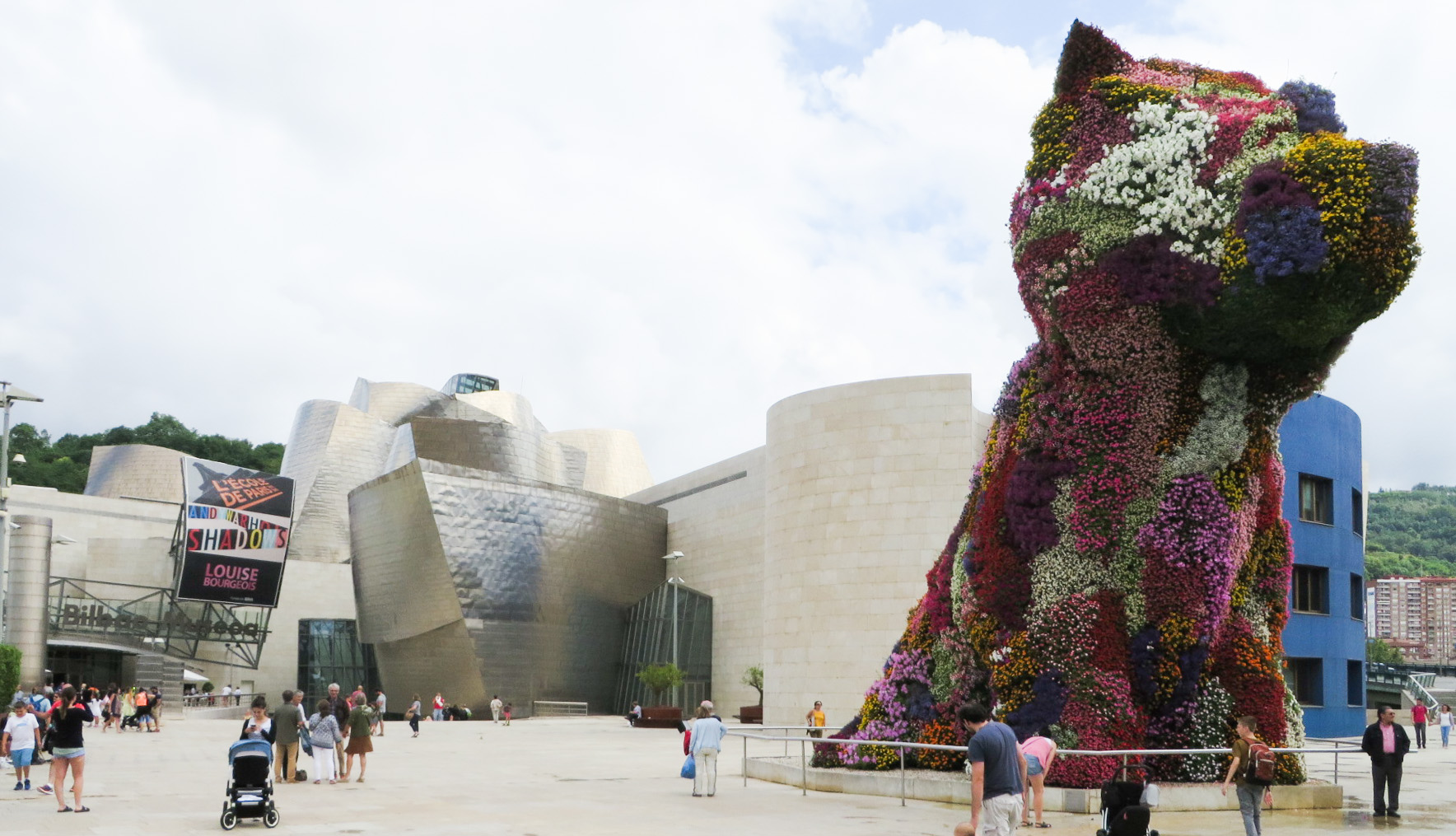
تمثال كلب من أشجار الزهور أمام متحف غوغنهايم
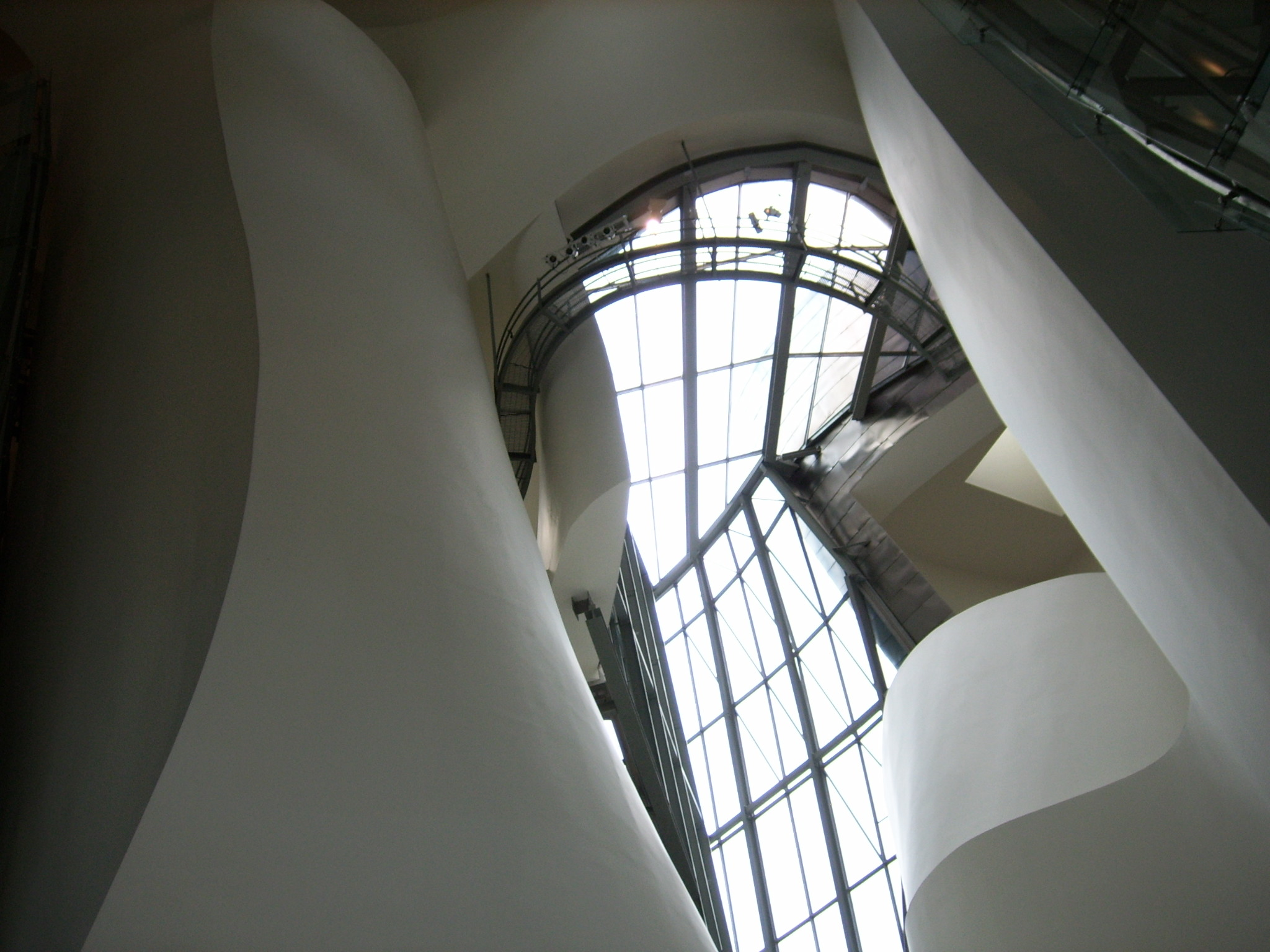
المبنى من الداخل
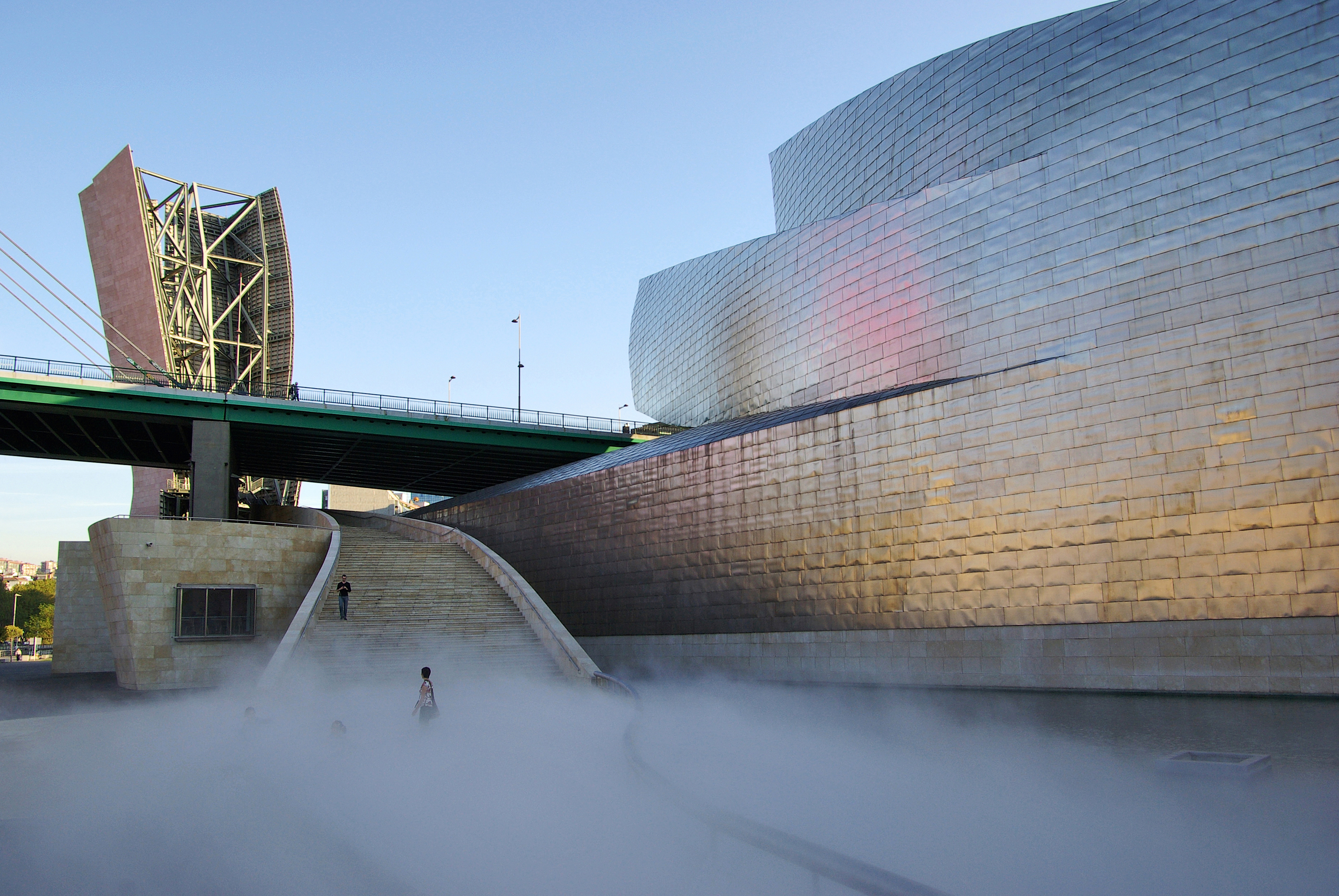
منشأة الضباب للفنان Fujiko Nakaya
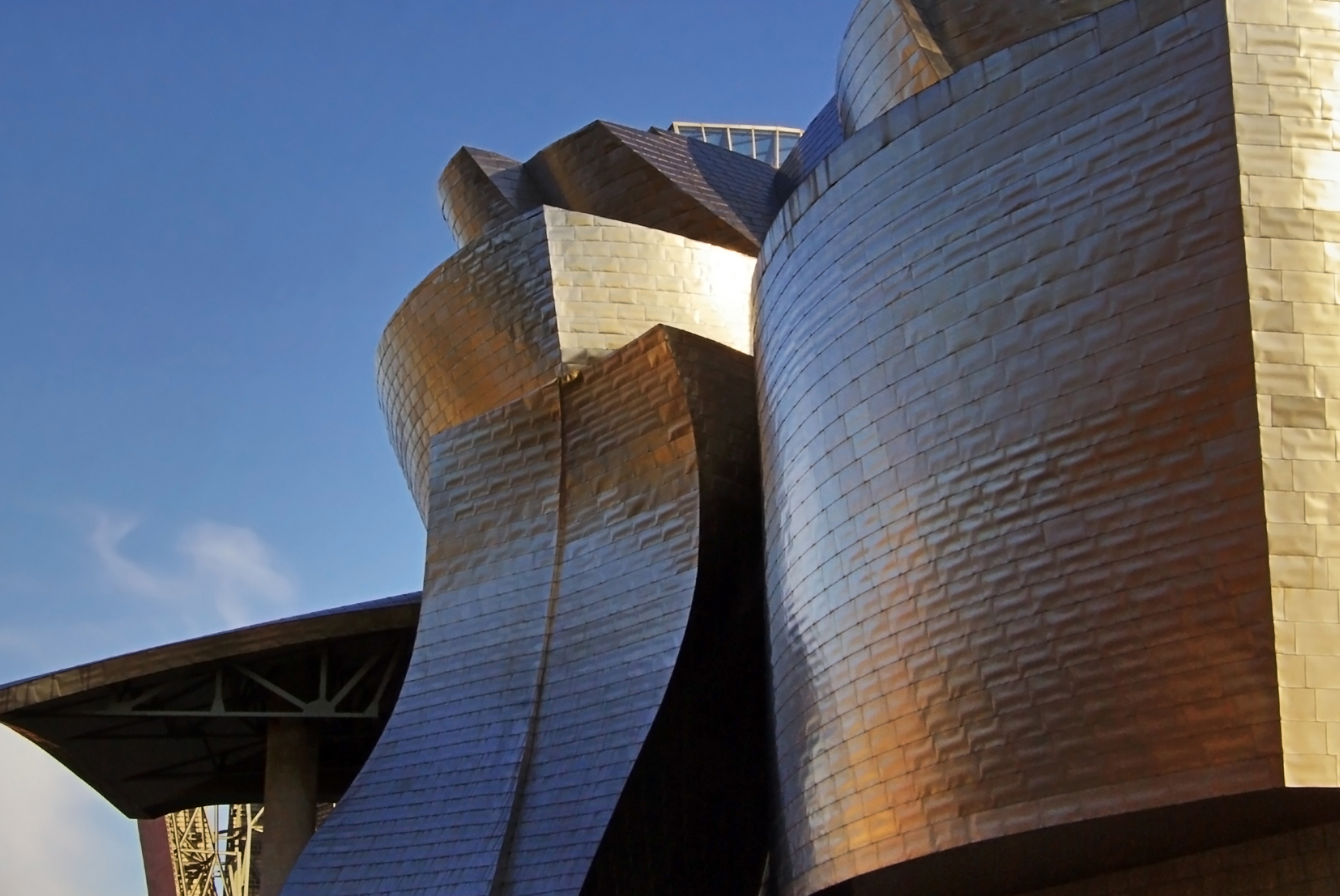
تفاصيل حائط المتحف من ألواح معدن التيتانيوم
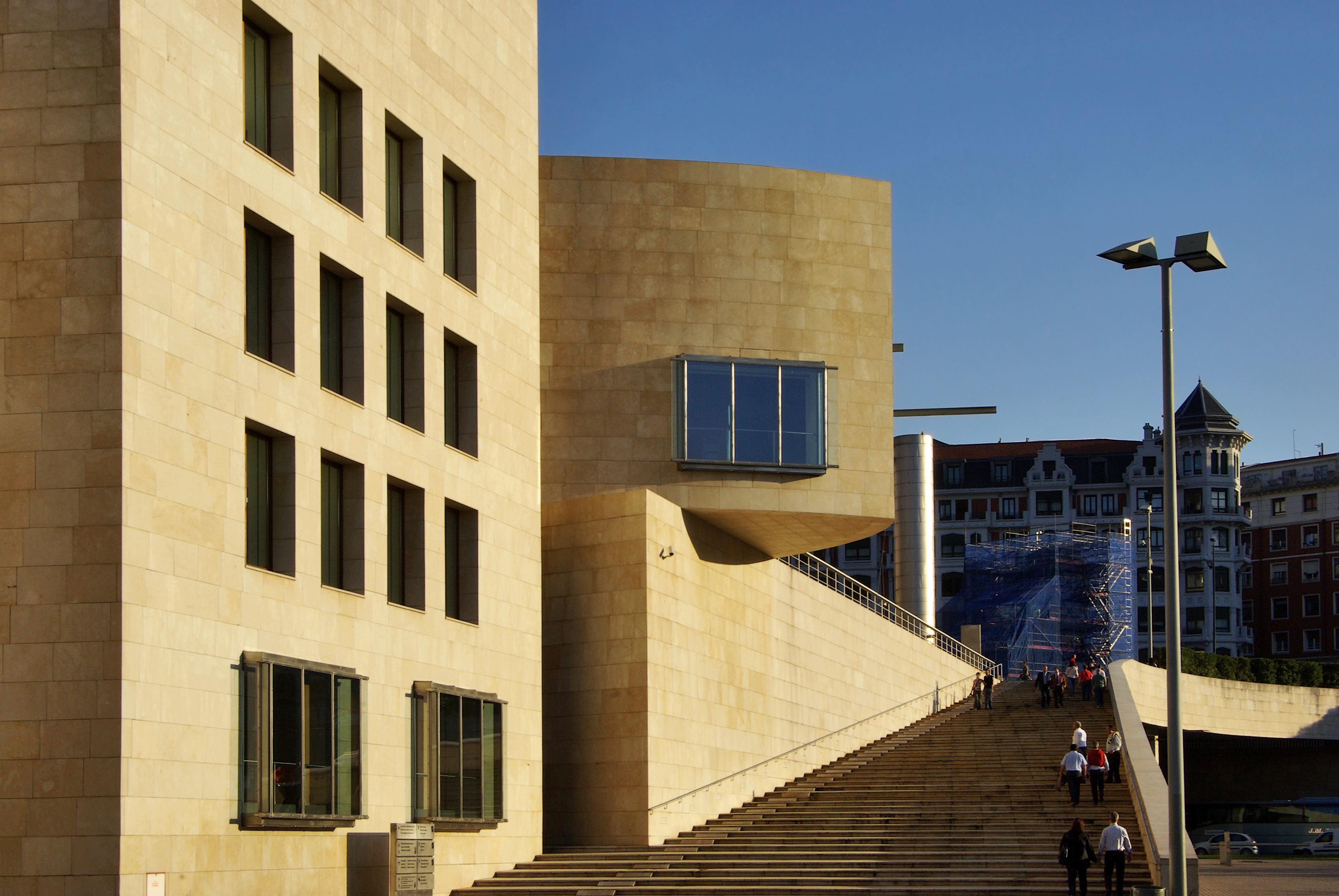
أجزاء هندسية في بنية المتحف من الخارج
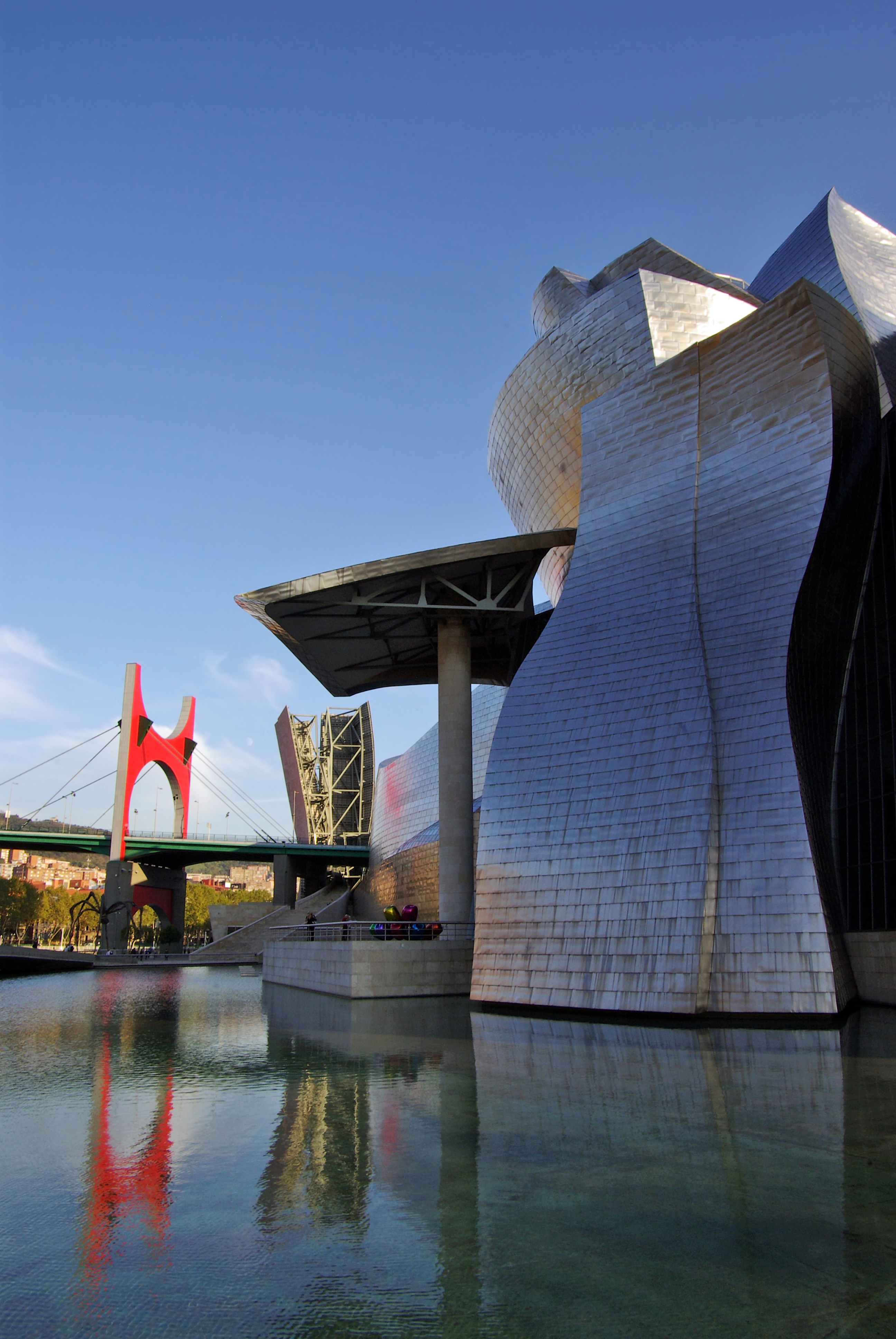
المتحف والبحيرة وقنطرة لاسالفا
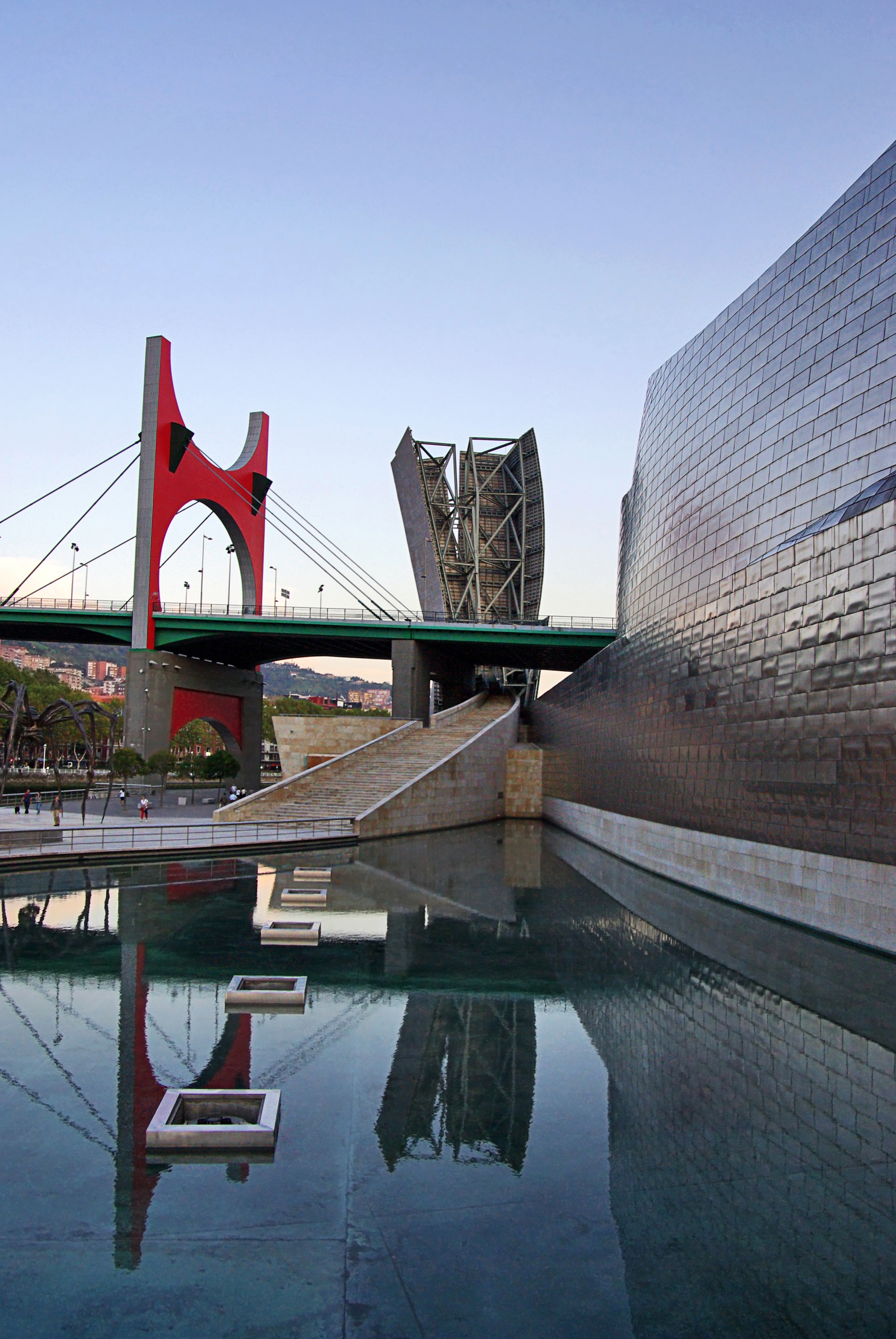
المتحف والبحيرة وقنطرة لاسلفا تضيء ليلا
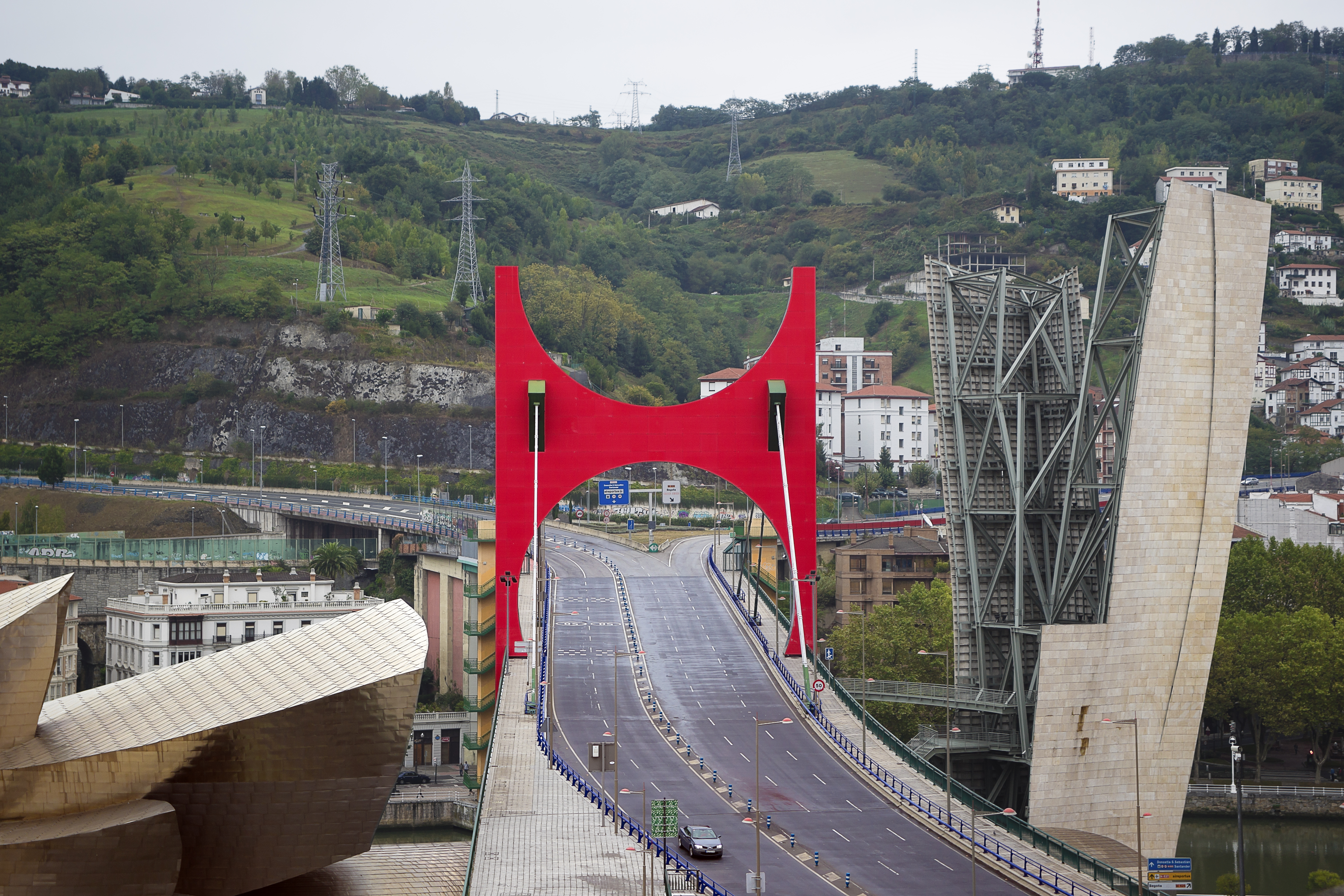
القوس الأحمر.
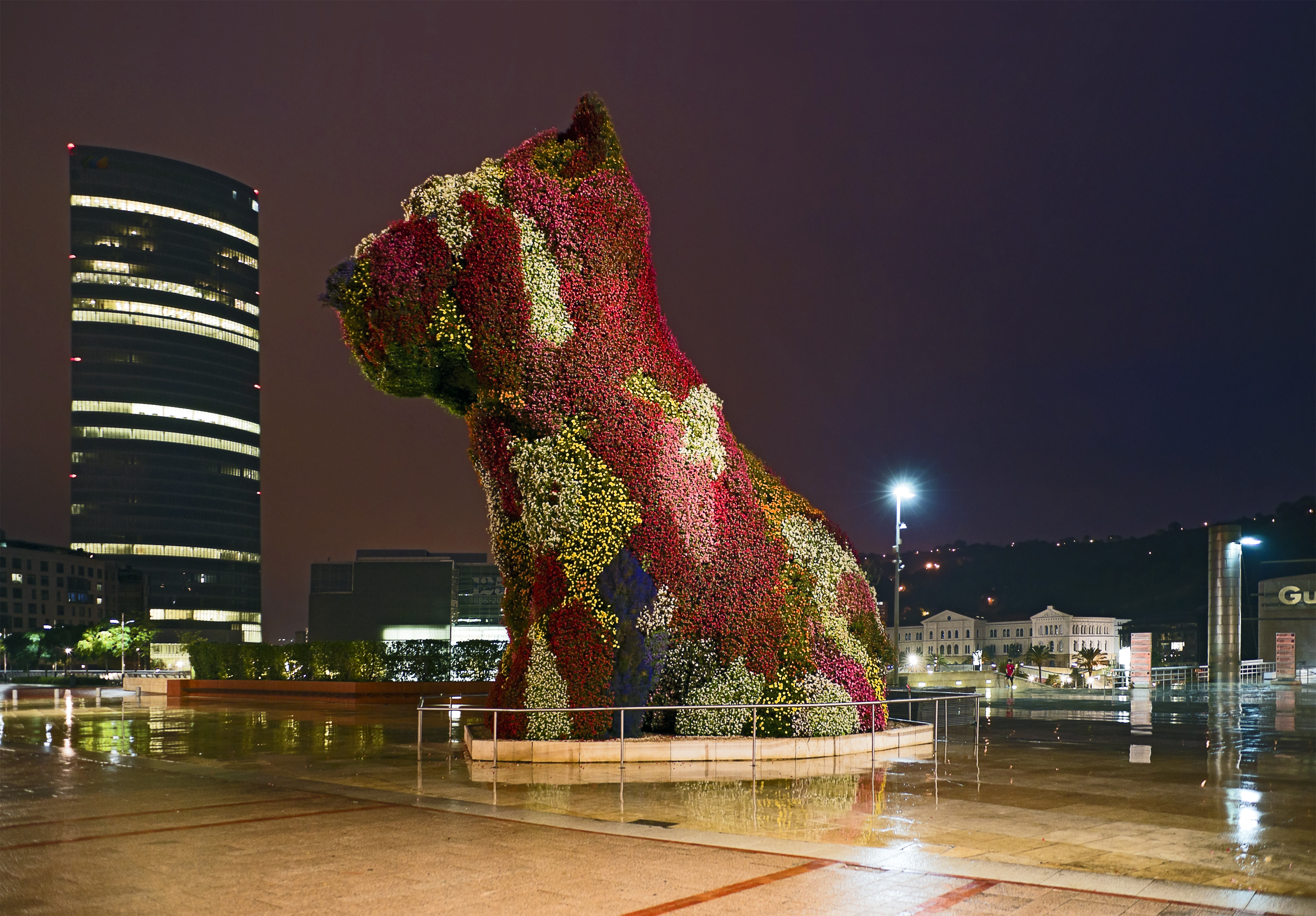
Puppy
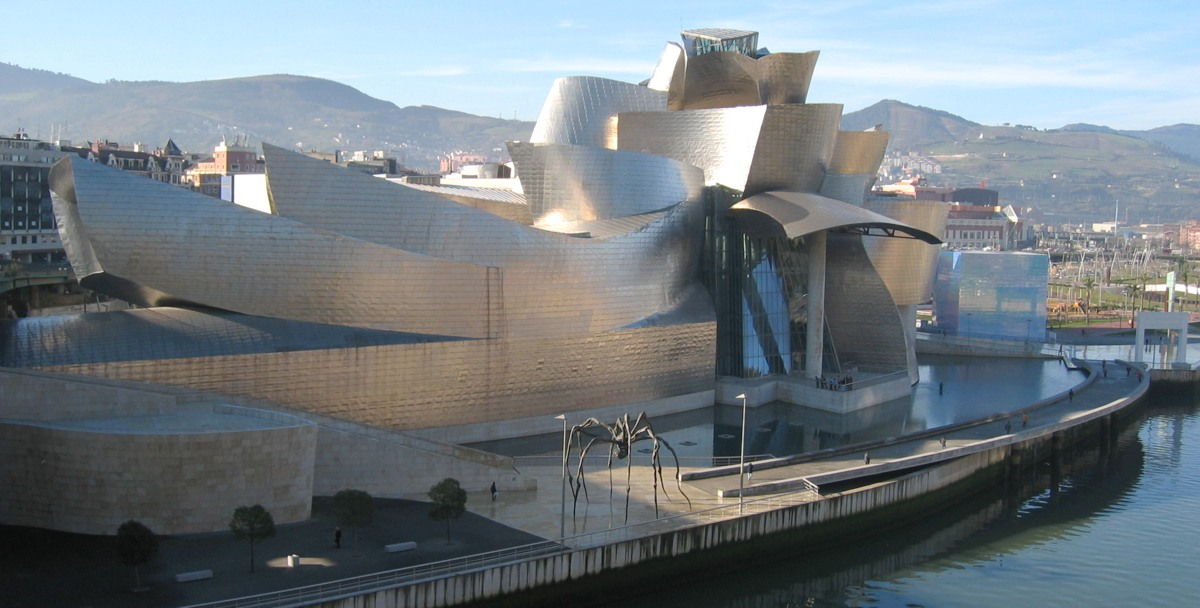
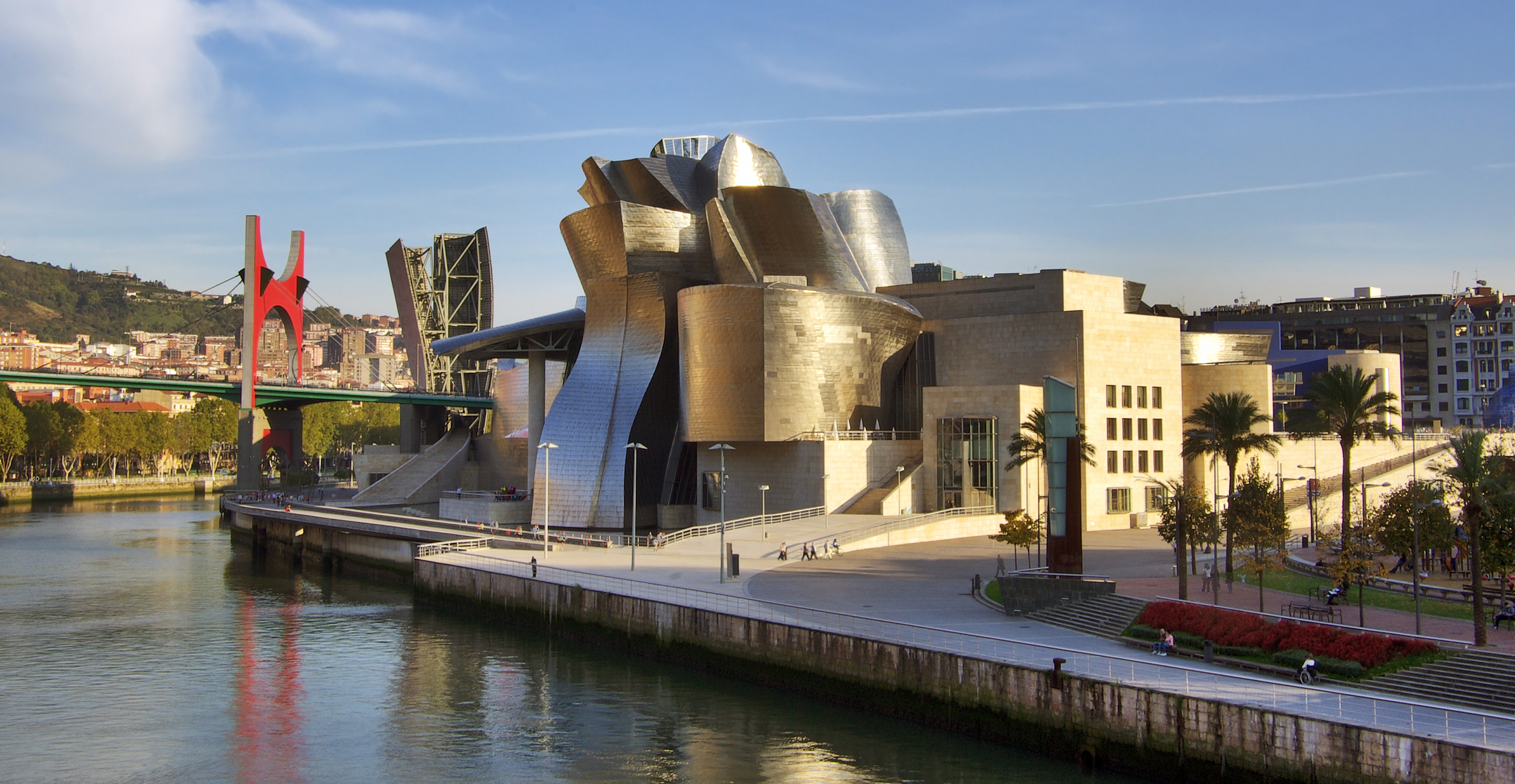
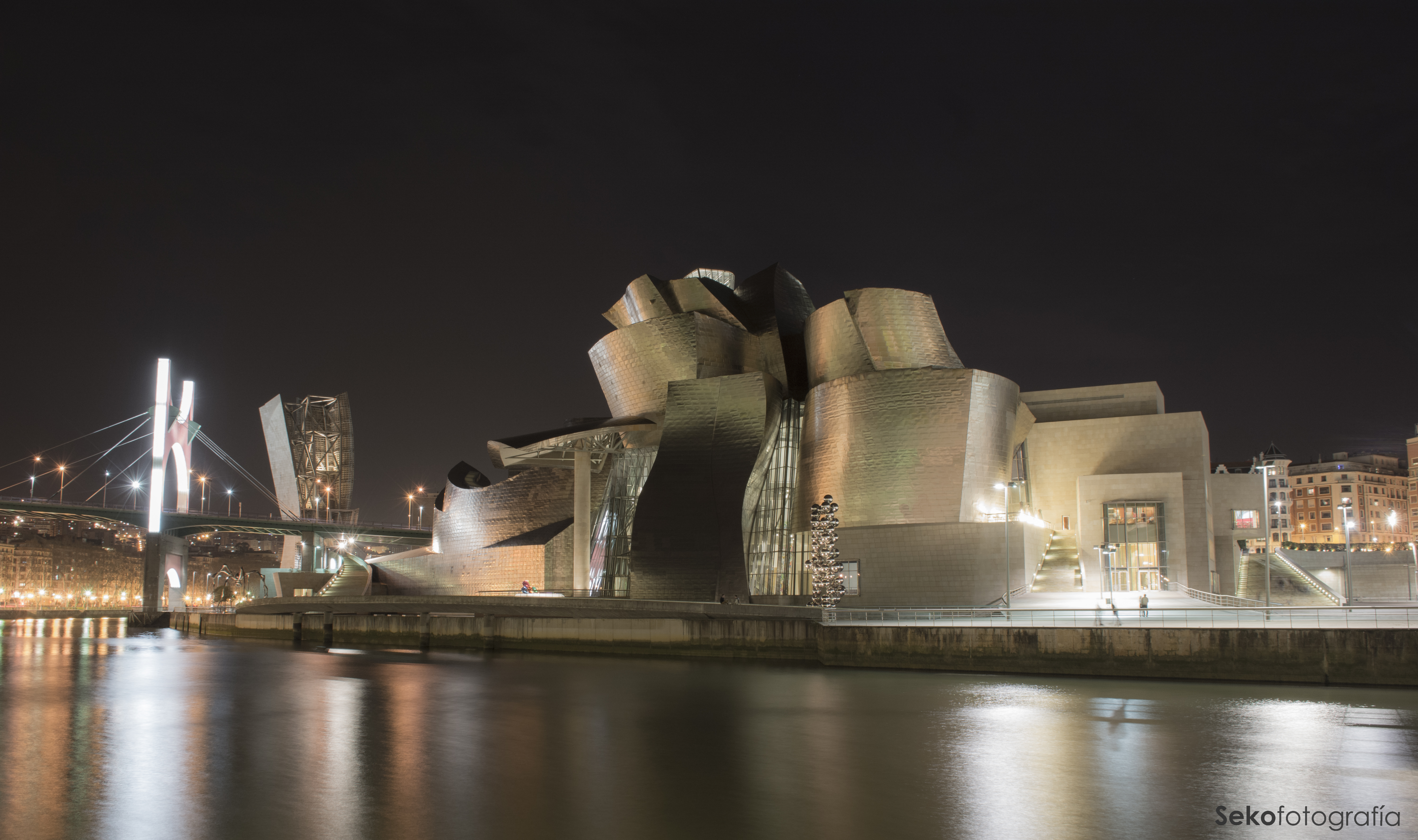

## وصلات خارجية
- الموقع الرسمي للمتحف
- صور من متحف غاغينهايم بلباو
- فيديو قصير عن متحف غاغينهايم بلباو
- خرائط جوجل بالقمر الصناعي تظهر متحف غاغينهايم بلباو